# Nadleśnictwo Biała Podlaska
Nadleśnictwo Biała Podlaska – jednostka organizacyjna Lasów Państwowych podległa Regionalnej Dyrekcji Lasów Państwowych w Lublinie. Siedziba nadleśnictwa znajduje się w Białej Podlaskiej, w województwie lubelskim.
Nadleśnictwo obejmuje miasto Biała Podlaska oraz część powiatu bialskiego. Północną granicę nadleśnictwa stanowi granica państwowa z Białorusią.

## Historia
Za czasów Rzeczypospolitej Obojga Narodów duża część tutejszych lasów była własnością królewską. W czasach zaborów byłe królewszczyzny stały się lasami rządowymi. W 1811 na tych terenach utworzono pierwsze leśnictwa. W 1900 powstało nadleśnictwo Kijowiec, które istniało także w niepodległej Polsce.
Na mocy dekretu Polskiego Komitetu Wyzwolenia Narodowego w 1944 nadleśnictwo Kijowiec powiększyło się o znacjonalizowane przez komunistów lasy prywatne. Nadleśnictwo Biała Podlaska powstało w 1972 w wyniku połączenia nadleśnictw Kijowiec i Chotyłów. W 1993 uzyskało ono obecne granice w wyniku wydzielenia nadleśnictwa Chotyłów i przyłączenia części nadleśnictwa Międzyrzec.

## Ochrona przyrody
Na terenie nadleśnictwa znajdują się trzy rezerwaty przyrody:
- Chmielinne
- Łęg Dębowy koło Janowa Podlaskiego
- Stary Las.

## Drzewostany
Typy siedliskowe lasów nadleśnictwa (z ich udziałem procentowym):
- las mieszany świeży 46,7%
- bór mieszany świeży 22,0%
- las świeży 17,1%
- las mieszany wilgotny 2,5%
- bór świeży 2,4%
- ols 1,9%
- las wilgotny 1,7%
- bór mieszany wilgotny 1,6%
- las łęgowy 1,5%
- inne <1%

Gatunki lasotwórcze lasów nadleśnictwa (z ich udziałem procentowym):
- sosna 70%
- dąb 14%
- brzoza 10%
- olcha 4%
- inne 2%